# پابلو هلمن
پابلو هلمن (انگلیسی: Pablo Helman؛ زادهٔ ۵ ژوئیهٔ ۱۹۵۹) کارگردان فیلم اهل آرژانتین است. وی از سال ۱۹۹۵ میلادی تاکنون مشغول فعالیت بوده‌است.